# 新宿警察
新宿警察（しんじゅくけいさつ）は、藤原審爾による日本の警察小説のシリーズ、また、それを原作とするテレビドラマ。

## 概説
東京・新宿にある警察署を舞台に、根来刑事を初めとする刑事たちの活躍を描いた警察小説『新宿警察』を第1作とする一連のシリーズ作品。昭和30年代から30年にわたって書き続けられ、長編『夜だけの恋』『あたしにも殺させて』2作の他、100編を越える作品がある。エド・マクベインの87分署シリーズのように複数の刑事達の行動が並行して描かれるスタイルで、「日本の87分署」とも、「日本の警察小説の先駆的作品」とも言われる。執筆当初は実際には新宿の警察署は淀橋警察署という名前で、新宿警察署というのは実在しない架空の警察署だった。自身では「ある時会った所轄の刑事たちが〜燃えるような情熱をもっていることを知って、わたしはそれにうたれた」のを契機に書き始めたと述べている。

## 刊行リスト
- 『若い刑事』 彌生書房 1960年（短編集） - 表題作「若い刑事」のみシリーズ作品（シリーズ第1作）
- 『新宿警察』 報知新聞社 1968年（短編集） - 非シリーズ作品を含む
- 『新宿広場』 報知新聞社 1969年（短編集）
- 『新宿その暗黒の恋』 実業之日本社 1970年（長編）
- 『マリファナ』 双葉社 1972年（短編集）
- 『新宿真夜中ソング』 桃園書房 1974年 （短編集）
- 『新宿警察』 双葉社 1975年（短編集） - 報知新聞社版とは収録作品が異なる
- 『続新宿警察』 双葉社 1975年（短編集）
- 『愛しながら殺せ』 グリーンアロー出版社 1975年（短編集）
- 『マリファナ殺人事件』 実業之日本社 1977年（短編集）
- 『新宿心中』 実業之日本社 1978年（短編集）
- 『真夜中の狩人』 実業之日本社 1978年（短編集）
- 『真夜中の狩人』 角川文庫 1981年（短編集） - 実業之日本社版とは収録作品が異なる
- 『あたしにも殺させて』 双葉社 1984年（長編）
- 『新宿警察』『慈悲の報酬』『所轄刑事』『新宿生餌』 双葉文庫 2009年（短編集） - 双葉社版『新宿警察』『続新宿警察』を分冊化したもの

これ以外にもシリーズ作品を収録した短編集が存在する他、非シリーズ作品である『女の性の精』（1970年）『わが国おんな三割安』（1970年）『よるべなき男の仕事・殺し』（1975年）の舞台も「新宿署」の管轄で、シリーズ中の刑事が登場する。

## テレビドラマ
フジテレビ、東映の制作により、テレビドラマ化。フジテレビ系で放送された。
新宿の裏社会の人間模様と、それに挑む警視庁角筈（つのはず）警察署（架空の署）の刑事たちの活躍を描く。
当初は1975年の4月から放映を開始する予定で製作が進められていたが、諸事情により放送開始が約5か月遅れた。
放送データ
- 放送期間：1975年9月6日 - 1976年2月28日、全26話
- 放送時間：毎週土曜日22:00 - 22:55（第1話から4話まで）→22:00 - 22:54（第5話以降、各局別のミニ番組の枠拡大に伴い1分縮小）
- 放送形式：カラー、16mmフィルム
- 放送局：フジテレビ系
- 制作：フジテレビ、東映

### メインキャスト
- 根来一郎刑事：北大路欣也
- 結城刑事：藤竜也
- 山辺勝男刑事：財津一郎
- 戸田刑事：三島史郎
- 伊東刑事：司千四郎
- 徳田刑事：花沢徳衛
- 戸志子（根来の妹）：多岐川裕美　1・2・5・7・9‐11・15・16・21・22・24‐26話
- 仙田主任、ナレーター：小池朝雄

### ゲスト
※出演はクレジットタイトルの表記順。
| 話数 | ゲスト |
| 1    | 夏夕介／高品格、佐藤京一／鷲尾真知子、小林千枝、愛田純／伊達弘、沢田浩二、不知火艶／大村千吉、佐野哲也、城海峰、高橋康司／八木喬、木島あかね、青木卓司、司欣也／山口智子、上田博、鹿地史郎、大塚秀宜／神山繁：小池朝雄(ナレーター)                                             |
| 2    | 山本昌平／荒砂ゆき、水沢有美／鈴木正幸、久米勳夫／土山登士幸、大塚秀宜／藤倉悦典、二家本辰巳：小池朝雄(ナレーター)／深江章喜 |
| 3    | 伊佐山ひろ子／富田仲次郎、高木門／笹一平・八平、池田鴻／小泉郁之助、大堀早苗、片山由美子／鍋谷孝喜、奈良富士子、原田君事、大山豊／右京考雄、三島一郎、伊藤あつ子、加川真規／足立義夫、根本節子、大北隆志、清郷秀人：小池朝雄(ナレーター)                                       |
| 4    | 三ツ木清隆／小林稔侍、関根世津子／太刀川寛、宮井えりな／野呂圭介、橘真紀、東大二朗／高月忠、清水照夫、和久井節雄／山崎猛、塚田末人、徳永正人、大島剛／長谷川弘、谷口香：小池朝雄(ナレーター)                                                                                   |
| 5    | 金田龍之介／上野山功一、梅津栄、伊達三郎／林靖子、田中久子、神ひろし／川崎あかね、須賀良、亀山達也、山川弘乃／五月晴子、高月忠、船渡伸二、朝倉一／伊達弘、司欣也、島康二、岡本安代／尾形とも子、原啓子、笠井心：小池朝雄(ナレーター)                                           |
| 6    | 大門正明／内田勝正、大森不二香／佐山俊二、曽我廼家一二三／轟謙二、北城寿太郎、小笠原まりこ／加納健司、須賀良、土山登士幸、石田国松／三島一郎、岸井あや子、相原巨典、太古八郎／溝口久夫、司欣二、北見あつ子、水木京一／吉中正一、大島久雄、霞涼二(刺青)：小池朝雄(ナレーター)   |
| 7    | 新克利／佐々木孝丸、田口計／森秋子、姫ゆり子、市地洋子／江幡高志、大泉滉、潮健児／五代勝也、石山克巳、多田幸雄／浜田東一郎、渡辺義文、豊岡晋：小池朝雄(ナレーター) |
| 8    | 郷鍈治／睦五郎／藤里まゆみ、堀内香／横山あきを、町田幸夫、小野川公三郎／鍋谷孝喜、樋口京子、原田あけみ／田中清一、平沢信夫、足立義夫、鹿地史郎／大橋志郎、瀬尾脩：小池朝雄(ナレーター)                                                                                         |
| 9    | 林ゆたか／吉野あい／江角英明、丘奈保美、秋津令子／小園蓉子、奥野匡、堺左千夫／里見たかし、水多優雄、石津康彦、豊川晋伍／古川登志夫、瀬戸山秀樹、永瀬光、ながいゆうこ／幸英二、中川明、よぎ英一、佐竹祥一／石井啓一、松風敏勝、新山くるみ、漆沢政子(振付)：小池朝雄(ナレーター) |
| 10   | 香野百合子／広瀬昌助、浅茅陽子／武智豊子、幸田宗丸／田畑孝、笠井一彦／坂上千恵子、水町千代子／大矢兼臣、益子隆充、鹿地史郎／吉行和子：小池朝雄(ナレーター)／江幡高志 |
| 11   | 芹明香／白石奈緒美、所雅樹／西本裕行、高杉哲平、西尾啓／相馬剛三、影山丈二、清水照夫／飯田悦子、高野隆志、入江正徳／山浦栄、八百原寿子、山田博幸：小池朝雄(ナレーター) |
| 12   | 夏純子／東龍明／相沢治夫、松田章／槙ひろ子、石川珠美／長浜鉄平、石部稲子／小池朝雄(ナレーター)／勝部演之 |
| 13   | 緑魔子／根岸一正、テレサ野田／平凡太郎、弘松三郎／直木みつ男、横井豊、丹古母鬼馬二／片桐陽子、笹一平、笹八平、太古八郎／安達由紀、松尾リッチ、ちほひろみ、風間杜夫／佐藤蛾次郎：小池朝雄(ナレーター)                                                                           |
| 14   | 藤田みどり／堀内正美／岩城滉一、風間千代子／奥村公延、笠井うらら／折尾哲朗、影山みのる、岡崎夏子／安達勇次、近藤剛史、山岡洋子／前川広一、佐藤のぼる、木村栄作：小池朝雄(ナレーター)                                                                                           |
| 15   | 山谷初男／瀬戸山功、祐樹秀幸／加藤和夫、池田忠夫、田島義文／白石浩司、小泉郁之助、沢田勝美／西沢武夫、西田昭市、山本緑／山田光一、比良元高、畑中猛重／大島剛、大塚秀宜：小池朝雄(ナレーター)                                                                                   |
| 16   | 山本麟一／加藤小夜子、藤山律子／渥美国泰、神山勝／玉村俊太郎、大阪憲、進藤幸／田中久子、小泉郁之助、吉水慶、小山武彦／五野上力、足立義夫、大北隆志、司恵子／高土新太郎、谷本一：小池朝雄(ナレーター)                                                                           |
| 17   | 赤座美代子／蟹江敬三／浜田晃、人見きよし／渚健二、萩原信二／寄山弘、浅見小四郎／沢美鶴、鳥井忍、大野富久代／峰洋子、福原三男：小池朝雄(ナレーター) |
| 18   | 荒木道子／藤江リカ、千波丈太郎／川原洋一郎、遠藤孝子／椎谷建治、里木佐甫良、井上博一／佐藤明美、石垣守一、松坂雅治、岡田京子／黒瀬領二、曽我寶文、矢島洋子：小池朝雄(ナレーター)                                                                                               |
| 19   | 中原ひとみ／河村弘二、絵沢萠子／肥土尚弘、上月左知子、小泉郁之助、／中井美樹、鈴木治郎、中井美奈／寺泉哲章、田畑喜彦、近江大介、佐藤了一／高月忠、劇団ひまわり：小池朝雄(ナレーター)                                                                                           |
| 20   | 小原秀明／河原崎次郎、近藤宏／柴田英子、吉野あい、三戸部スエ／角友司郎、安達由紀、清川元夢／木村修、林義一、工藤武／小松方正：小池朝雄(ナレーター) |
| 21   | 木内みどり／下條アトム、蜷川幸雄／江幡高志、高宮啓二／宮田光、紅理子／高品正広、山本良々、松田真理／水上竜子：小池朝雄(ナレーター) |
| 22   | 佐藤佑介／早田みゆき／中原早苗、北原義郎／小峰千代子、竹田将二、九重ひろ子／真咲美岐、瀬良明／猪俣猛(ドラム指導)：小池朝雄(ナレーター) |
| 23   | 横山リエ／小松方正／田中浩、中村俊男／中村方隆、吉原正浩／若尾義昭、麻生竜、清川元夢：小池朝雄(ナレーター) |
| 24   | 根岸明美、堀井永子／エンゲル・ラーソン、八名信夫、福山象三／清水理絵、森みつる、大坪日出代／木田三千雄、野地きくみ、西川敬三郎／肥土尚弘、亀山達也、佐々木一哲、須賀良／鈴木治郎、中井美奈：小池朝雄(ナレーター)                                                               |
| 25   | 佐藤友美／古今亭圓菊、由利徹／今井健二、柴俊夫、片桐夕子／エンゲル・ラーソン、藤山浩二、小高まさる、鮎川浩／和田健一郎、井上正広、山田光一、福地悟郎、尾形とも子／松本敏男、薗部優子、山形政彦、桐島好夫、河野洋子／峰洋子、足立義夫、立花ひろあき：小池朝雄(ナレーター)       |
| 26   | 室田日出男／春川ますみ／南城竜也、松原光二、生田くみ子／松尾文人、たゆみあき、青木卓司、邦創典、北島マヤ／山口譲、遠藤孝子、佐藤仁哉、古能成二、柴田徹／謝秀容、芝さなえ、岩井松二郎、美原亮、三城貴子／打越正八、高月忠、山田光一、足立義夫：小池朝雄(ナレーター)             |

### スタッフ
- プロデューサー：高橋久仁男（フジテレビ）、青村暿一（フジテレビ）、佐伯明（東映）、加藤貢（東映）
- 音楽：クニ河内（オープニング&エンディングテーマ曲演奏：あんぜんバンド）
- 監督・脚本は作品リストを参照

### 作品リスト
| 話数 | 放送日       | サブタイトル            | 脚本              | 監督       |
| 1    | 1975年9月6日 | 新宿・24時              | 江里明            | 真船禎     |
| 2    | 9月13日      | 地下水道                | 尾中洋一          | 竹本弘一   |
| 3    | 9月20日      | 新宿ろくでなし          | 永原秀一          | 真船禎     |
| 4    | 9月27日      | 銀行ギャング・わが夢    | 池田一朗          | 江崎実生   |
| 5    | 10月4日      | 華麗なる用心棒          | 真船禎            | 真船禎     |
| 6    | 10月11日     | 純情無頼                | 永原秀一          | 江崎実生   |
| 7    | 10月18日     | 帰らざる街              | 尾中洋一 塩田千種 | 真船禎     |
| 8    | 10月25日     | 汗まみれの逆転          | 永原秀一 峯尾基三 | 斎藤武市   |
| 9    | 11月1日      | 新宿はやり唄            | 尾中洋一 真田喜助 | 斎藤武市   |
| 10   | 11月8日      | 一発の銃弾              | 尾中洋一          | 原田雄一   |
| 11   | 11月15日     | 殺しの録音テープ        | 江里明            | 村山新治   |
| 12   | 11月22日     | 娼婦の罠                | 広沢栄            | 斎藤武市   |
| 13   | 11月29日     | 新宿マリーの怨み節      | 永原秀一          | 長谷部安春 |
| 14   | 12月6日      | 再会                    | 永原秀一          | 佐伯孚治   |
| 15   | 12月13日     | 脅迫電話                | 池田一朗          | 原田雄一   |
| 16   | 12月20日     | 理由なき殺人            | 永原秀一          | 長谷部安春 |
| 17   | 12月27日     | 新宿哀歌                | 永原秀一 佐治乾   | 吉川一義   |
| 18   | 1976年1月3日 | お茶汲み刑事            | 江里明            | 原田雄一   |
| 19   | 1月10日      | 新宿 エロチカ           | 尾中洋一          | 真船禎     |
| 20   | 1月17日      | ひとりぼっちの追跡      | 池田一朗          | 原田隆司   |
| 21   | 1月24日      | 新宿心中                | 尾中洋一          | 真船禎     |
| 22   | 1月31日      | 新宿・初恋              | 尾中洋一          | 原田雄一   |
| 23   | 2月7日       | その暗黒の恋            | 田上雄 藤森隆明   | 原田隆司   |
| 24   | 2月14日      | 青い目の傷痕 (きずあと) | 池田一朗          | 原田雄一   |
| 25   | 2月21日      | さよならも言わないで…   | 野上龍雄 猪又憲吾 | 原田隆司   |
| 26   | 2月28日      | 長くて暑い日曜日        | 池田一朗          | 佐藤純弥   |

### 媒体・再放送
2015年12月・2018年1月より東映チャンネルで全話が再放送された。

### レコード
オープニング曲はレコード化もされ、レコードバージョンは後にオムニバスアルバム『テレビ狂時代 Vol.1 '69〜'77』（徳間ジャパン、2003年1月22日発売）などに収録されている。